# Collezione Maramotti
La Collezione Maramotti è una esposizione museale che nasce dall'apertura al pubblico, nel 2007, di una collezione privata d'arte. È ubicata a Reggio Emilia, nella sede aziendale storica della società Max Mara. L'iniziativa museale nasce da un desiderio di Achille Maramotti, storico fondatore del marchio di moda.
Consta di una selezione di oltre duecento opere d'arte in esposizione permanente.
In due differenti occasioni ha sostenuto l'installazione di opere permanenti: Jason Dodge, a permanently open window, nel 2013, creata in uno spazio industriale dismesso, e, nel 2019, una fontana su suolo pubblico, Mahallat el-Ghouta94, Block 8, District 4, di Margherita Moscardini, in collaborazione con il Comune di Reggio Emilia. 
All'interno della Collezione Maramotti sono presenti un Archivio e una Biblioteca d'Arte che custodiscono oltre diecimila oggetti tra volumi (libri d'artista, monografie, saggi, cataloghi) e documenti afferenti a diversi nuclei: i fondi storici del collezionista, Achille Maramotti, e di Mario Diacono, letterato, gallerista e critico d’arte, che con il collezionista ha intrattenuto una stretta relazione intellettuale per oltre trent’anni. La costante ricerca e acquisizione di materiali relativi a gran parte degli artisti e dei movimenti artistici rappresentati in Collezione costituiscono un importante approfondimento storico-critico del suo patrimonio nonché una fondamentale risorsa per ricercatori e studiosi.
La Collezione è partner del Premio biennale Max Mara Art Prize for Women in collaboration with Whitechapel Gallery.
Le vincitrici delle edizioni del premio sono state: Margaret Salmon, Hannah Rickards, Andrea Büttner, Laure Prouvost, Corin Sworn, Emma Hart, Helen Cammock ed Emma Talbot.
A cadenza biennale, in occasione di Festival Aperto Reggio Emilia, ospita spettacoli di danza in collaborazione con I Teatri Fondazione di Reggio Emilia. Sempre nell'ambito della danza ha inoltre sostenuto progetti ideati dalla Fondazione Nazionale della Danza Aterballetto.

## Collezione permanente
La Collezione è costituita da diverse centinaia di opere realizzate dal 1945 in poi, che rappresentano alcune delle principali tendenze artistiche italiane e internazionali affermatesi nel secondo Novecento.
La sezione permanente comprende opere europee indicative delle tendenze espressioniste e astratte degli ultimi anni Quaranta e primi anni Cinquanta definite informali, e un gruppo di opere protoconcettuali italiane. Presenta poi un nucleo significativo di dipinti della cosiddetta Pop Art Romana, seguito da opere di Arte Povera. A queste succedono diverse opere del neo-espressionismo italiano (Transavanguardia) oltre ad esempi di neo-espressionismo tedesco e americano. Fa seguito un nucleo di lavori della New Geometry americana degli anni Ottanta-Novanta, ai quali succedono le più recenti sperimentazioni inglesi e americane.
Nel 2019, parte della collezione permanente è stata riallestita, introducendo alcuni dei progetti temporanei inaugurati nel corso degli anni precedenti

## Sede espositiva
La Collezione Maramotti è situata presso l'originario stabilimento della casa di moda Max Mara.
L'edificio, progettato dagli architetti Pastorini e Salvarani, risale al 1957 ed è stato convertito n spazio espositivo nel 2005 - su progetto dall'architetto inglese Andrew Hapgood - dopo il trasferimento dell'azienda in altra sede.

## Alcuni artisti presenti nella collezione
Ophrah Shemesh, Vito Acconci, Franco Angeli, Giovanni Anselmo, Shusaku Arakawa, Francis Bacon, Barry X Ball, Georg Baselitz, Jean-Michel Basquiat, Huma Bhabha, Ross Bleckner, Alighiero Boetti, James Brown, Alberto Burri, Richmond Burton, Pier Paolo Calzolari, Giuseppe Capogrossi, Enrico Castellani, Bruno Ceccobelli, Sandro Chia, Francesco Clemente, Ettore Colla, Tony Cragg, Enzo Cucchi, Ferruccio De Filippi, Nicola De Maria, Mark Dion, Jean Fautrier, Tano Festa, Eric Fischl, Lucio Fontana, Ellen Gallagher, Peter Halley, Alex Katz, Anselm Kiefer, Jannis Kounellis, Jörg Immendorf, Sherrie Levine, Osvaldo Licini, Sergio Lombardo, Claudia Losi, Markus Lüpertz, Margherita Manzelli, Martin Maloney, Mark Manders, Piero Manzoni, Carlo Maria Mariani, Arturo Martini, Eliseo Mattiacci, Fausto Melotti, Gerhard Merz, Mario Merz, Henry Moore, Malcolm Morley, Cady Noland, Gastone Novelli, Nunzio, Luigi Ontani, Mimmo Paladino, Giulio Paolini, Claudio Parmiggiani, Pino Pascali, A. R. Penck, Giuseppe Penone, Michelangelo Pistoletto, Piero Pizzi Cannella, Sigmar Polke, Gerhard Richter, Matthew Ritchie, Tom Sachs, David Salle, Salvo, Mario Schifano, Julian Schnabel, Sean Scully, James Siena, Kiki Smith, Erick Swenson, Philip Taaffe, Cesare Tacchi, Rosemarie Trockel, Cy Twombly, Giuseppe Uncini, Bill Viola, Joan Wallace, Dan Walsh, Terry Winters, Steve Wolfe, Christopher Wool, Gilberto Zorio, Enoc Perez, Gert & Uwe Tobias, Jacob Kassay, Krištof Kintera, Jules de Balincourt, Alessandro Pessoli, Evgeny Antufiev, Thomas Scheibitz, Chantal Joffe, Alessandra Ariatti.